# Roman Sitko
Roman Sitko (* 30. März 1880 in Czarna; † 12. Oktober 1942 in Auschwitz) war ein polnischer Priester und Seliger der katholischen Kirche.

## Leben
Roman Sitko besuchte die Grundschule in Czarna und Sędziszów und von 1892 bis 1900 das Gymnasium in Rzeszów. Er studierte Theologie in Tarnów und wurde am 29. Juni 1904 zum Priester geweiht.

## Seligsprechung
Am 13. Juni 1999 hat Papst Johannes Paul II. auf dem Piłsudski-Platz in Warschau 108 polnische Märtyrer der deutschen nationalsozialistischen Verfolgung seliggesprochen. Unter ihnen war Roman Sitko. Sein Gedenktag ist der 12. Juni.

## Auszeichnungen
- Orden Polonia Restituta – 1936 (Ritter)
- Orden Polonia Restituta – 1950 (Offizier, posthum)